# Kenan Yıldız
Kenan Yıldız (turecky: ke:nan jɯɫ:dɯz; * 4. května 2005 Řezno) je turecký fotbalista, který hraje za Juventus FC. Narodil se v Německu, ale hraje za tureckou reprezentaci.
Je známý pro svou techniku, driblování a schopnost dávat góly, je považován za jednoho z nejlepších mladých hráčů na světě.